# Picciottoknausane
Picciottoknausane är en kulle i Antarktis. Den ligger i Östantarktis. Norge gör anspråk på området. Toppen på Picciottoknausane är 2 223 meter över havet.
Terrängen runt Picciottoknausane är platt söderut, men norrut är den kuperad. Trakten är obefolkad. Det finns inga samhällen i närheten. 